# Kliomedia
Kliomedia ist ein Verlag, der auf geistes- und kulturwissenschaftliches Schrifttum spezialisiert ist. Der Verlag hat seinen Sitz in Trier und wurde im Jahr 2001 gegründet. Einen weiteren Schwerpunkt bildet landes- und ortsgeschichtliche Literatur zu Trier, Luxemburg, der Saarregion und Lothringen.
Der Schwerpunkt der Publikationen liegt in den Bereichen Geschichte, Kunstgeschichte und Philologie. Daneben und in kleinerem Umfang publiziert der Verlag aber auch Veröffentlichungen im nicht-wissenschaftlichen und wissenschaftsnahen Bereich.
Kliomedia verlegt zudem verschiedene Publikationsreihen. Es sind:
- Studien und Texte des Arye-Maimon-Instituts
- Kleine Schriften des Arye-Maimon-Instituts
- Geschichte und Kultur des Trierer Landes
- Ortschroniken des Trierer Landes
- Interdisziplinärer Dialog zwischen Archäologie und Geschichte
- Trierer Historische Forschungen
- Kleine Schriften der Trierer Historischen Forschungen
- Geschichte und Kultur. Saarbrücker Reihe

Zu den bekanntesten Autoren des Kliomedia-Verlages zählen (alphabetisch):
- Gabriele B. Clemens
- Lukas Clemens
- Christoph Cluse
- Paul Dräger
- Klaus Gerteis
- Alfred Haverkamp
- Franz Irsigler
- Helga Schnabel-Schüle
- Joseph Shatzmiller
- Karl Strobel